# Wedell Poul Østergaard
Wedell Poul Østergaard (* 7. Mai 1924 in Gentofte; † 21. März 1995 ebenda) war ein dänischer Radrennfahrer und nationaler Meister im Radsport.

## Sportliche Laufbahn
Østergaard (in deutschen Medien auch Oestergaard) war im Straßenradsport aktiv. Er gewann 1949 die dänische Meisterschaft im Straßenrennen der Amateure vor Christian Pedersen. 1950 und 1952 wurde er jeweils Vize-Meister. Er bestritt für Dänemark siebenmal die Internationalen Friedensfahrt, so oft wie kein anderer Däne. Sein bestes Resultat bei der Rundfahrt war der 15. Platz 1950. 1952 war er Teilnehmer der Olympischen Sommerspiele in Helsinki. Beim Sieg von André Noyelle wurde er 37. im olympischen Straßenrennen. Seine Mannschaft belegte den 6. Platz in der Mannschaftswertung. Er startete für den Verein CC Gladsaxe.